# マレー技術博物館
マレー技術博物館（マレーぎじゅつはくぶつかん、英語: Malay Technology Museum、マレー語: Muzium Teknologi Melayu）は、ブルネイ・ダルサラーム国の首都バンダルスリブガワン（正確にはバンダルスリブガワン近郊のブルネイ・ムアラ地区コタ・バトゥ郡コタ・バトゥ村）にある博物館。ブルネイ博物館の隣に立地する。建物はロイヤル・ダッチ・シェルグループより、1984年のブルネイ独立の際に寄付された。公式には、博物館は1988年2月29日にブルネイの国王が開館した。

## 概要
太古の時代に物がどのように作られたかに着目し、造船、漁業、金属加工、錬金術に関する展示を行う。ブルネイならではの生活を知ることができる施設である。
博物館は以下の3つの展示室からなる。
- カンポン・アイールの伝統家屋ギャラリー - 19世紀後半から20世紀中期にかけての水上集落（カンポン・アイール）の家屋の建築構造を示す。
- カンポン・アイールの伝統的な技術ギャラリー - 水上集落で見られるさまざまな手芸品や家内工業製品を展示する。造船、屋根製造、錬金術、錬銀術、真鍮鋳造、衣類縫製を含む。
- 内陸の伝統的な技術ギャラリー - 内陸に住む人々の固有の技術を含んだ展示を行うギャラリー。ケダヤン人（Kedayan）、ドゥスン人（Dusun）、ムルト人（Murut）の家やプナン人（Punan）の小屋など。また、サゴヤシ、ブラウン・シュガーを使った製品、そして手工芸品も展示する。

バンダルスリブガワン中心部より約6.5kmほど離れており、公共交通を利用する場合、路線バス（No.39）に乗る。日曜日と祝日は休館。